# Provincia de Popayán (Cauca)
La provincia de Popayán fue una de las provincias del Estado Soberano del Cauca y del Departamento del Cauca (Colombia). Fue creada por medio de la ley del 15 de junio de 1857 y ratificada por medio de la ley 81 del 11 de octubre de 1859, a partir del territorio central de la provincia neogranadina de Popayán. Tuvo por cabecera a la ciudad de Popayán. La provincia comprendía el territorio de la actual regiones caucanas del Centro y Oriente.

## Geografía

### Límites
La provincia de Popayán en 1859 limitaba al sur con la de Caldas, y desde donde estos terminan al occidente con la de Pasto; las aguas del Patía la separaban de la provincia de Túquerres hasta la cordillera Occidental entre el Castigo y Cumbachira; al occidente con la cima de la cordillera occidental hasta donde principia el valle del Paraíso en las cabeceras del Micay, y el tramo que forma la hoya superior de este río hasta el salto de Gurumendi, atravesando el Micay aguas arriba hasta la quebrada de Aguaclara, de esta a la cordillera Occidental y por su cima hasta las cabeceras del río Timba; luego por las aguas de este hasta su confluencia con el Cauca y por este hasta su confluencia con el Ovejas; de allí el ramo de cordillera que divide las aguas de este río de las que van al Cauca hasta el origen de la pequeña quebrada que forma un salto a orillas del camino que conducía al distrito de Morales; por las aguas de esta quebrada hasta unirse con el Ovejas y por este hasta sus cabeceras, que eran sus límites al norte. La cordillera Central hasta las cabeceras del río Negro de Narváez hasta el nordeste y las aguas de este hasta su confluencia con el río Páez y por este al suroeste hasta la quebrada del Tope, y por este hasta la cima de la cordillera Central hacia el sur hasta la provincia de Caldas, pasando al este de los nevados de Coconuco, Puracé y Sotará, dividiendo a Popayán del Estado del Tolima y de parte del territorio del Caquetá.

### División territorial
En 1876 la provincia comprendía los distritos de Popayán (capital), Cajibío, Calibío, Coconuco, Dolores, Morales, Páez, Paniquitá, Patía, Pescador, Puracé, Quilcacé, Río Blanco, Rosario, Silvia, Sierra, Tambo, Timbío, Totoró y Tunía.
En 1905 la provincia comprendía los distritos de Popayán (capital), Cajibío, Calibío, Coconuco, Dolores, Morales, Paniquitá, Patía, Puracé, Río Blanco, Silvia, Sierra, Tambo, Timbío, Totoró y Tunía.